# Pteroeides isosceles
Pteroeides isosceles is een Pennatulaceasoort uit de familie van de Pennatulidae. De wetenschappelijke naam van de soort is voor het eerst geldig gepubliceerd in 1915 door J.S. Thomson.